# Municipio de San Cristóbal Lachirioag
El municipio de San Cristóbal Lachirioag (del Zapoteco: lachi, roag ‘llano, grava’‘Llano pedregoso’) es uno de los 570 municipios que conforman al estado mexicano de Oaxaca. Pertenece al distrito de Villa Alta, dentro de la Región Sierra de Juárez. Su cabecera es la localidad de San Cristóbal Lachirioag.

## Geografía
El municipio abarca 15.55 km² y se encuentra a una altitud promedio de 1280 m s. n. m., oscilando entre 1800 y 400 m s. n. m.

## Demografía
De acuerdo al último censo, realizado por el INEGI en 2010, en el municipio habitan 1230 personas.